# Papayer
Carica papaya
Espèce
Classification phylogénétique

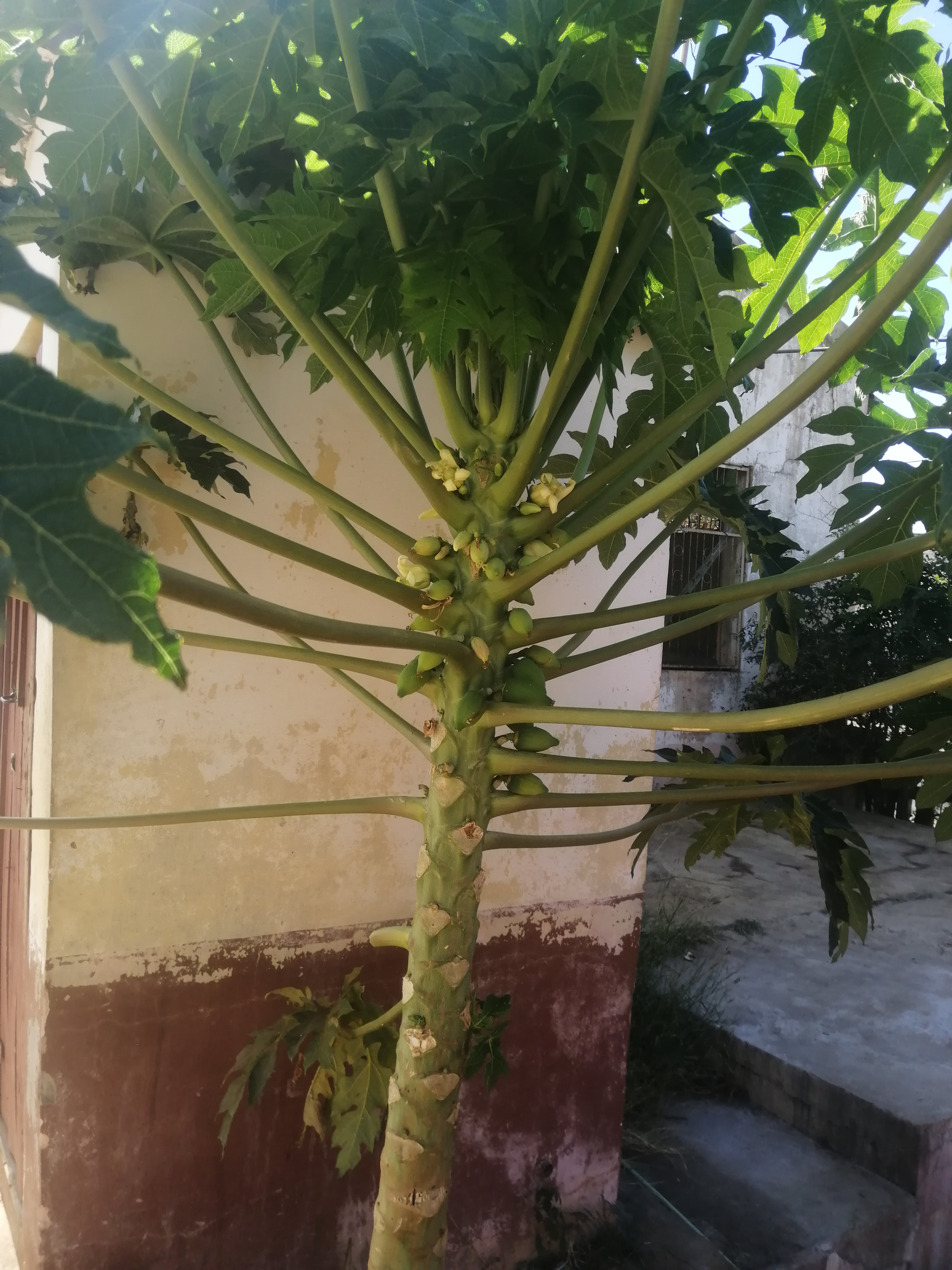
Vapaza.

Le papayer (Carica papaya L.) est un arbre fruitier à feuillage persistant des régions tropicales humides et sous-humides cultivé pour son fruit, la papaye. Il est originaire du Sud du Mexique.
Synonyme : Melon des Tropiques.

## Étymologie
Le nom de genre Carica vient du latin cārĭca, désignant une figue sèche venant de Carie. Les larges feuilles du papayer ont une forme semblable à celles du figuier.
L’épithète spécifique papaya est un emprunt probable à une langue des Caraïbes par l’intermédiaire de l’espagnol.

## Description

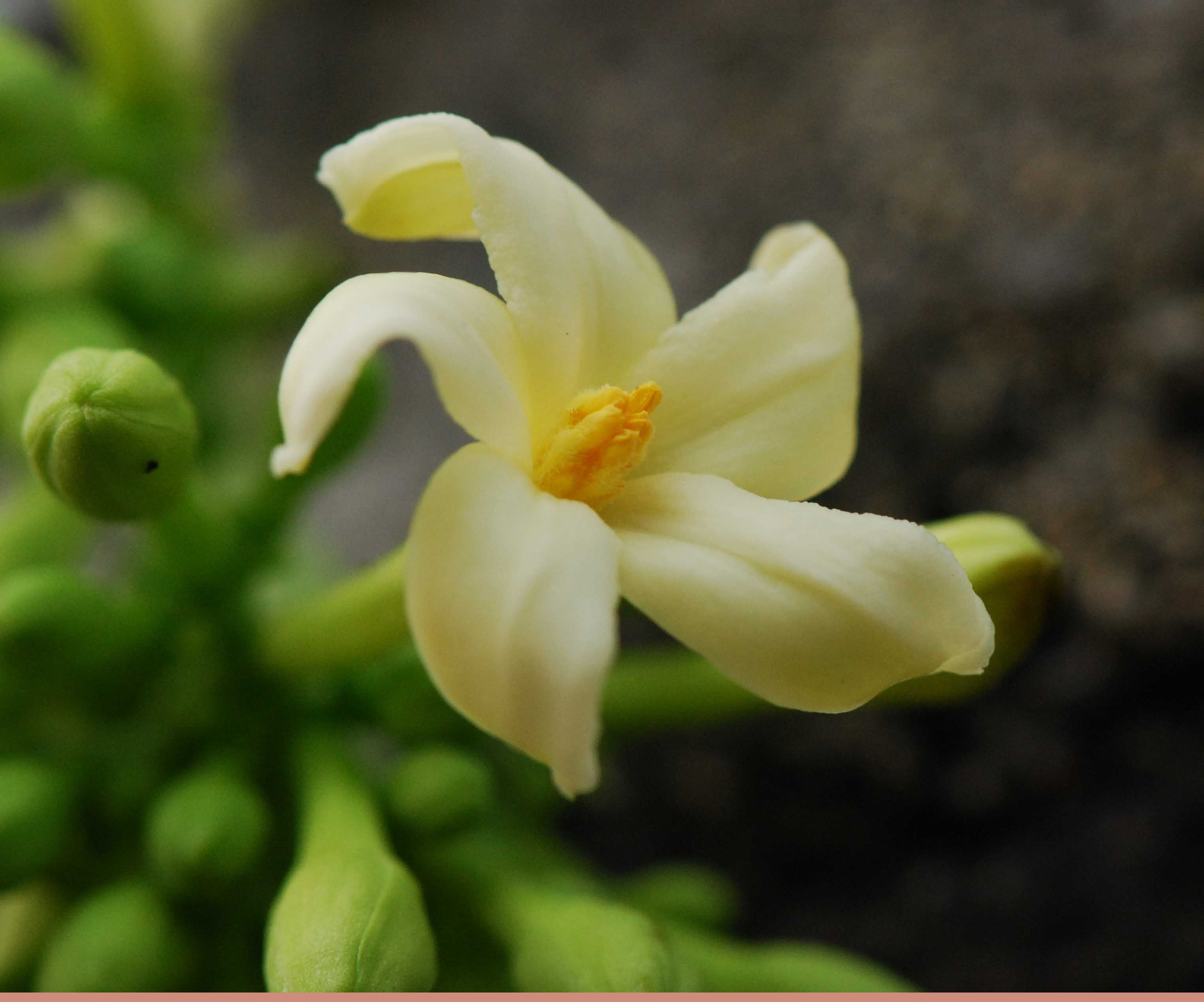
Fleur mâle

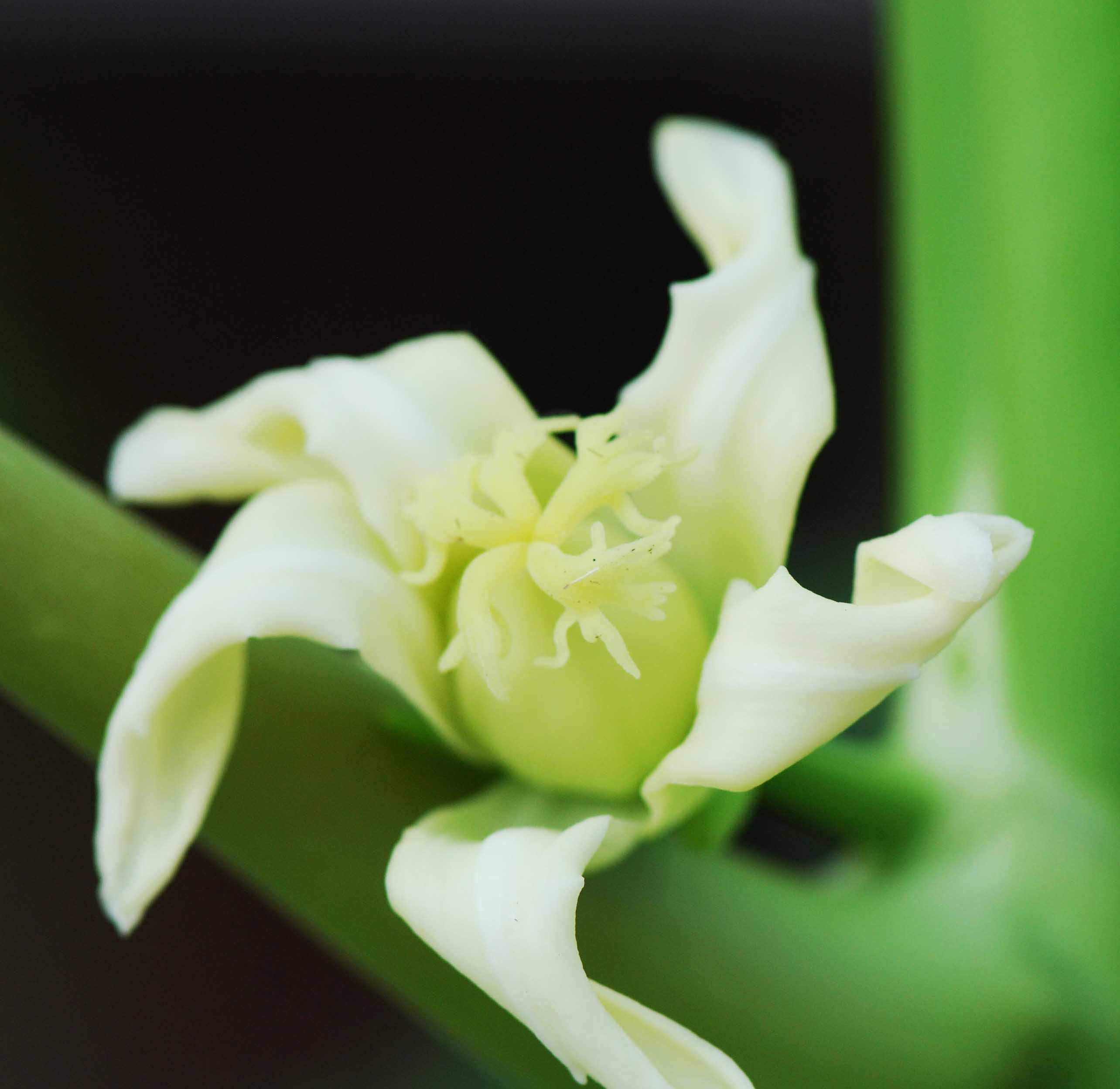
Fleur femelle.

Cet arbuste de 3 à 10 m de haut est une plante dicotylédone en général non ramifiée. Sa durée de vie est courte, de trois à cinq ans, mais il produit en permanence dès la première année de plantation. Lorsque le tronc principal est taillé ou brisé, il est fréquent que des branches secondaires se forment ; elles peuvent aussi apparaître naturellement sans altération du tronc principal. Le tronc creux de 20 cm de diamètre est couvert d'une écorce verdâtre ou grisâtre, marquée des cicatrices foliaires.
Les feuilles rassemblées au sommet du tronc ressemblent à celles du figuier et sont portées par un long pétiole de 40-60 (-100) cm. Le limbe palmatilobé, de pourtour subcirculaire de 50 cm de diamètre est profondément divisé en 7 (-11) lobes, eux-mêmes lobés. La face supérieure est vert clair mate, la face inférieure à pruine blanchâtre.
Les fleurs mâles portent une corolle blanchâtre à tube de 10-25 mm et des lobes étroits, étalés, blanc crème, ainsi que 10 étamines, 5 longues et 5 courtes.
Les fleurs femelles possèdent 5 pétales presque libres de 5 cm, contournés, étroits, tôt caducs et un pistil jaune pâle de 2-3 cm.
La floraison se poursuit toute l'année.
Le fruit, la papaye, est une baie de formes et dimensions variées, 15-40 × 7-25 cm. Sa pulpe est orangée et ses graines noirâtres. L'arbre est cauliflore, ce qui signifie que les fruits apparaissent directement sur le tronc.
Toute la plante contient une enzyme protéolytique, la papaïne.

### Reproduction
Le papayer est ordinairement un arbre dioïque, les pieds sont mâles ou femelles, mais il existe des types hermaphrodites qui sont principalement utilisés en production afin d'obtenir des fruits homogènes grâce à l'autofécondation. Les fleurs mâles apparaissent sur de longs panicules ramifiés à l'aisselle des feuilles, tandis que les fleurs femelles naissent isolées ou par groupe de 2 ou 3 sur la partie supérieure du tronc. Les femelles et les hermaphrodites (en moindre quantité pour ces derniers) peuvent fructifier. La pollinisation est nécessaire pour porter des fruits.
Au point de vue génétique, il a été établi que :
- lorsque les fleurs femelles sont fécondées par des fleurs mâles, leur descendance est constituée de 50 % de pieds mâles (forme ovale) et 50 % de pieds femelles (forme ronde) ;
- lorsque des fleurs hermaphrodites sont autofécondées, leur descendance est de 66 % de pieds bisexués et 33 % de pieds femelles ;
- lorsque des fleurs femelles sont fécondées par du pollen de fleurs bisexuées, leur descendance est de 50 % de pieds bisexués et de 50 % de pieds femelles.

## Répartition
Le papayer est originaire d'Amérique tropicale et naturalisé en Afrique. On le trouve souvent en pleine forêt.
Il est cultivé partout sous les tropiques dans des plantations d'où il s'échappe facilement et persiste près des habitations. Il peut être subspontané dans les forêts secondaires ou dégradées. Il préfère les sols riches et humides.

## Histoire de sa découverte par les Européens
L’historien de la colonisation des Indes occidentales,  Fernández de Oviedo (1478-1557), a décrit la papaye, sous le nom de higo del mastuerzo, (figues de cresson alénois) dans son Sumario de la Natural Historia de las Indias (1526) :
« Sur la côte occidentale ..., il y a de grands arbres élancés, avec de larges feuilles, bien plus grandes que les feuilles des figuiers espagnols. Ils donnent des « figues » (higos), aussi grandes qu’un petit melon, qui poussent directement sur le tronc et à son sommet en grande quantité. Ils ont une peau fine et tout le reste est une chair épaisse comme celle des melons, et très savoureuse. Ils sont coupés en quartier comme des melons.
Au milieu de la figue, ou de ce fruit il y a de petites graines noires assez pour remplir un œuf de poule, plus ou moins selon la taille du fruit. Ces graines sont mangées également et elles ont la même saveur que le mastuerzo (cresson alénois, dit aussi passerage cultivé). C’est pour cette raison que nos serviteurs en ces pays les appellent higos del mastuerzo. » (Relation sommaire de l'histoire naturelle des Indes, 1526)
La plante n’est nommée papaya que dans le manuscrit complet de l’Historia  general y natural de las Indias (1547, 2e édition).
Le mot français papaye (1664) est emprunté à l’espagnol papaya.
Les Portugais ont introduit le papayer en Afrique et en Inde. Il est mentionné au Cap-Vert dans la première moitié du XVIe siècle. Van Linschoten après son séjour à Goa en 1583-1588, indique qu’« il y existe un fruit venant des Indes espagnoles, apporté depuis les Philippines via Malacca, qui s’appelle papaio ».

## Utilisations
Le papayer a des usages alimentaires et médicinaux. Les fibres des tiges et de l'écorce peuvent aussi être utilisées pour la fabrication de cordes.

### Usages alimentaires

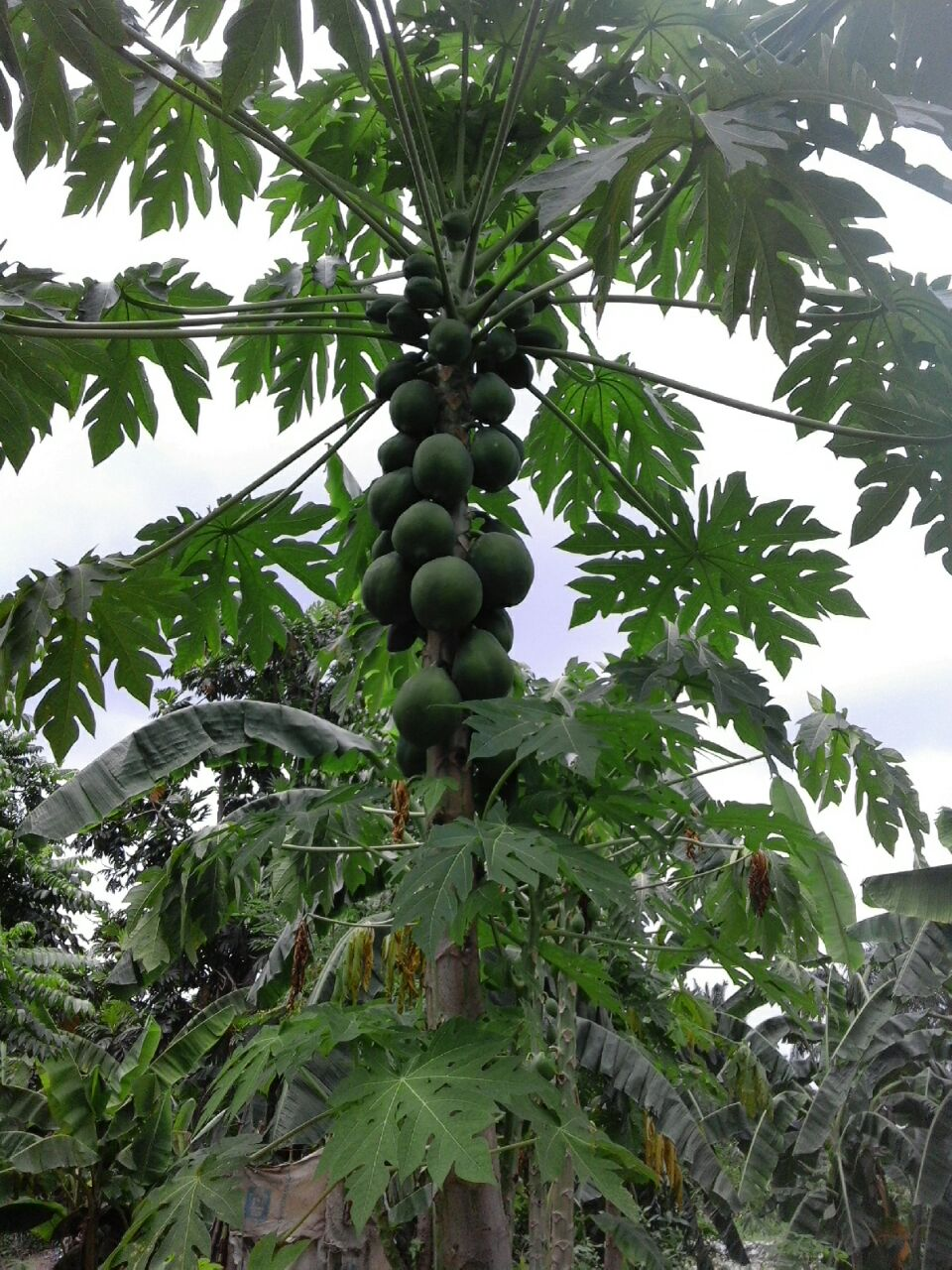
Un papayer à Kinshasa, en RDC.

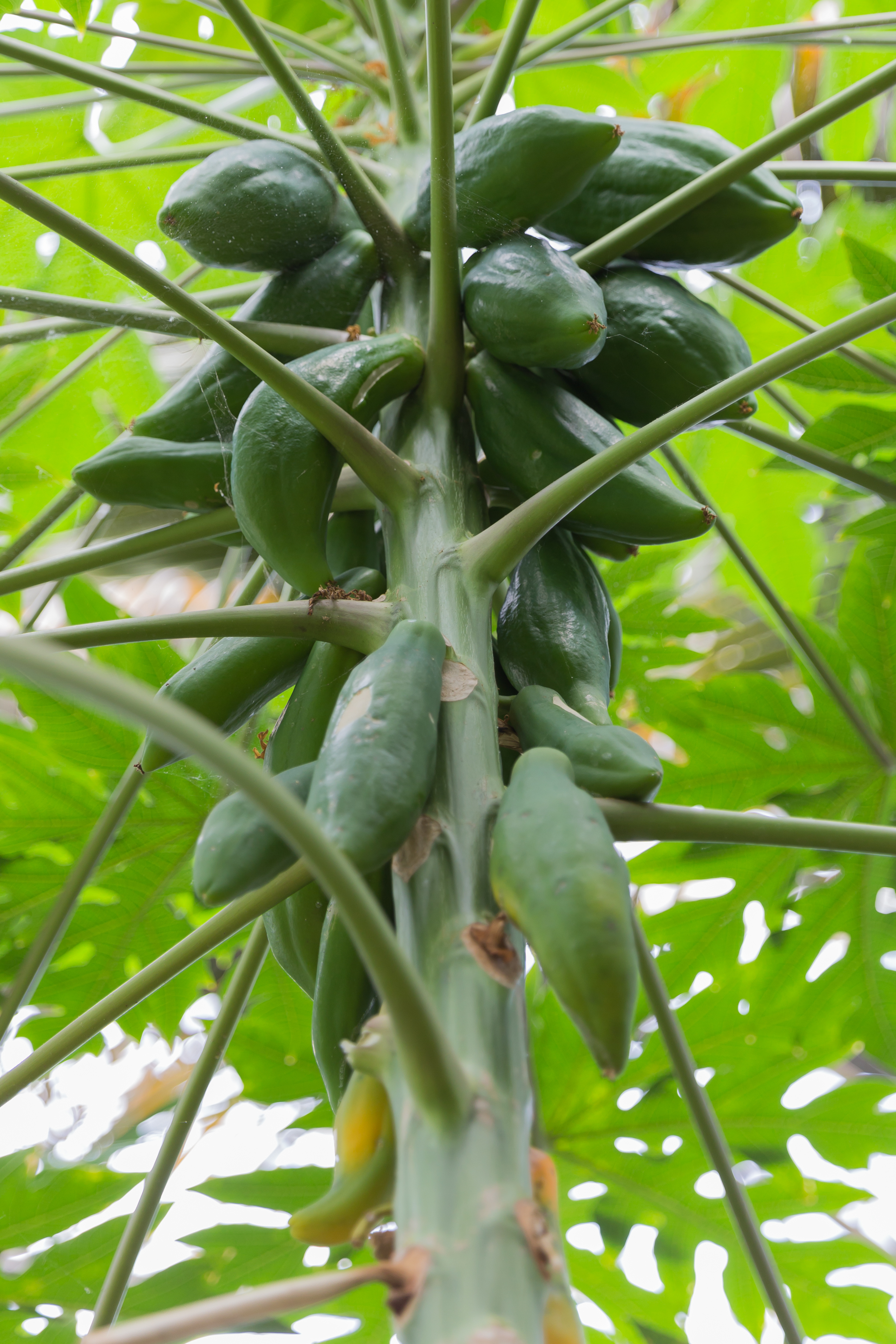
Papayer avec ses fruits au jardin botanique de Lyon (France).

Le fruit, nommé papaye, est comestible mais celui de l'espèce sauvage est peu agréable à consommer en raison d'une odeur parfois fétide. Il a été développé un grand nombre de variétés fruitières propres à la consommation.
Variétés commerciales :
- 'Sunrise Solo' : originaire de Hawaï, précoce, fruits arrondis ou piriformes, d'un poids de 400 à 600 g, pulpe rouge-orangée excellente pour une consommation in natura. Rendement : 37 t/ha/an ;
- 'Formosa' : hybride d'origine chinoise, fruits pesant de 800 g à 2,5 kg, pulpe tirant vers le jaune ou vers le rouge. Rendement : 70 t/ha/an ;

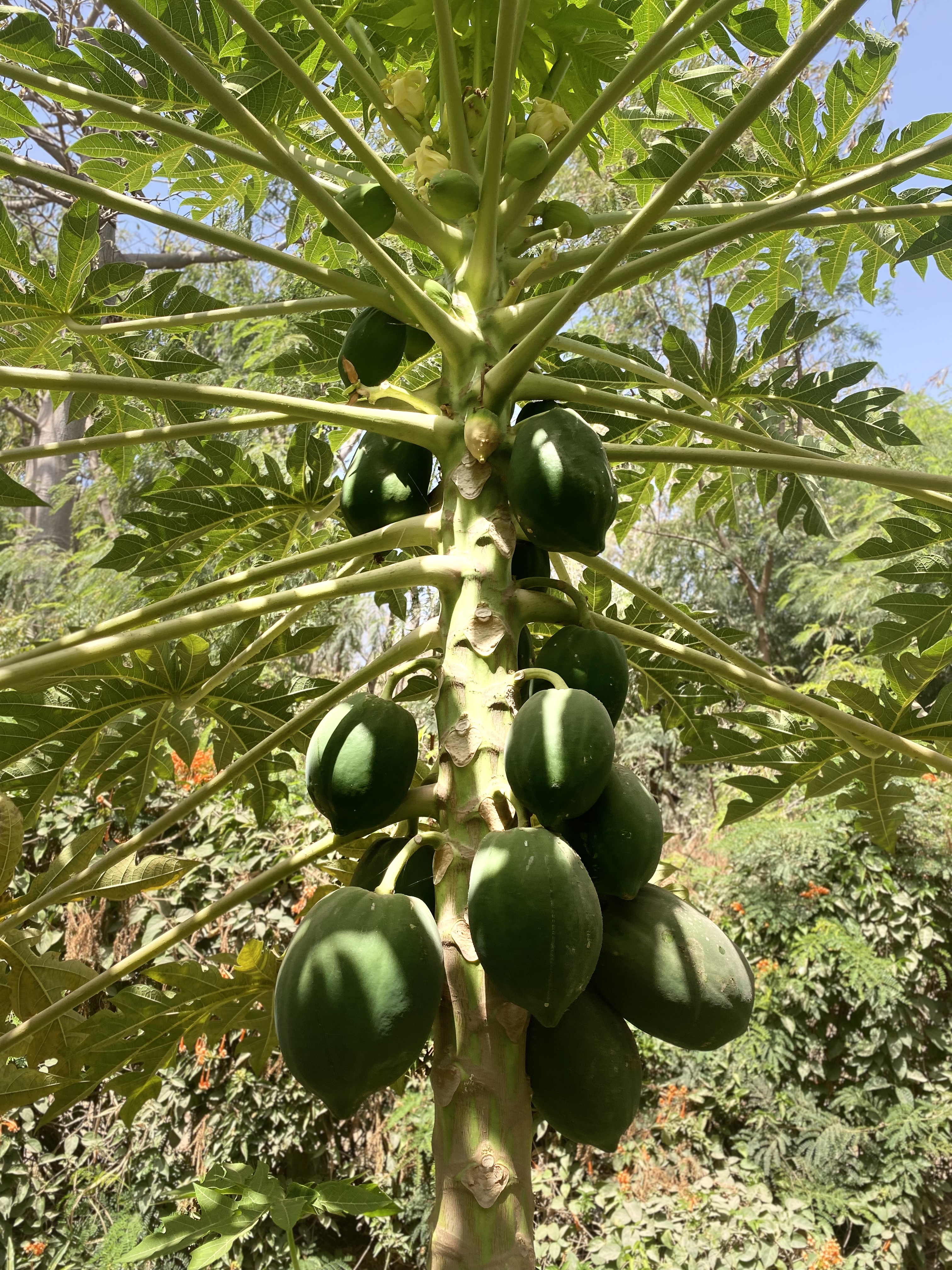
Papayer du Sénégal

- Papayer du Sénégal 'Tainung no 1' :  hybride (papayer du Costa Rica × 'Sunrise Solo'), fruits ronds ou allongés, pulpe rouge-orangée, saveur excellente. Rendement : 60 t/ha/an ;
- 'Papaye Colombo' : donne des fruits longs, sans odeur[4].

À maturité, le fruit est consommé frais, relevé par un filet de citron vert ou en salade de fruits. Encore verte, la papaye peut être consommée comme un légume, par exemple râpée puis passée à la poêle. Les jeunes feuilles peuvent être consommées comme des épinards et les graines comme vermifuge.
À Taïwan et en Chine, le jus de papaye est apprécié. Il est vendu dans les rues au même titre que le jus d'orange ou le jus d'ananas sous d'autres latitudes. Mais à la différence de ces derniers, il est souvent mélangé à d'autres fruits, pour adoucir son goût. En général, le fruit est mis dans un blender avec des bananes et un peu de sucre.
Les papayes sont riches en papaïne et en vitamines A, B1, B2 et C. 100 grammes de pulpe fournissent 32 kcal et 7,8 g de glucides et 64 mg de vitamine C. La papaye mûre est une bonne source de vitamine C, qui est un nutriment important pendant la grossesse. Une petite papaye contient en moyenne environ 95 mg de vitamine C, ce qui dépasse l'apport journalier recommandé de 85 mg pour les femmes enceintes.
Les graines noires, de goût épicé, sont également comestibles. Moulues, elles peuvent remplacer le poivre noir.

### Usages médicinaux
Aux Antilles, les Indiens Caraïbes utilisaient le fruit vert en cataplasme contre les « inflammations » locales et contre les troubles gastro-intestinaux. Ils enveloppaient aussi la viande crue dans des feuilles afin de l'attendrir. Cet usage s'est longtemps perpétué aux Antilles. Dans toute la Caraïbe, les graines et le latex sont conseillés comme vermifuge. Le jus du fruit ou une infusion de feuilles ou de fleurs est recommandé dans les affections hépatiques.
En usage externe, le fruit vert écrasé est employé en cataplasme contre les troubles cutanés superficiels.

## Production mondiale
| 1                | Inde                             | 5.989.000  |
| 2                | Brésil                           | 1.060.392  |
| 3                | Mexique                          | 1.039.820  |
| 4                | République dominicaine           | 1.022.498  |
| 5                | Indonésie                        | 887.591    |
| 6                | Nigeria                          | 833.038    |
| 7                | République démocratique du Congo | 213.769    |
| 8                | Venezuela                        | 188.636    |
| 9                | Colombie                         | 183.732    |
| 10               | Cuba                             | 176.630    |
| Monde            | Monde                            | 13.290.321 |
| Source : FAOSTAT |                                  |            |

## Album

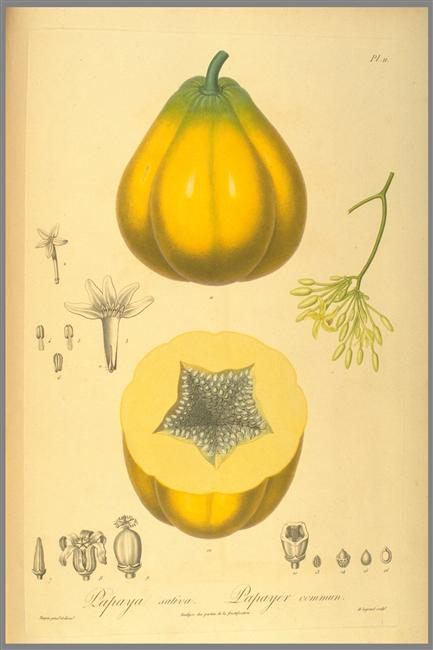
Papayer commun.
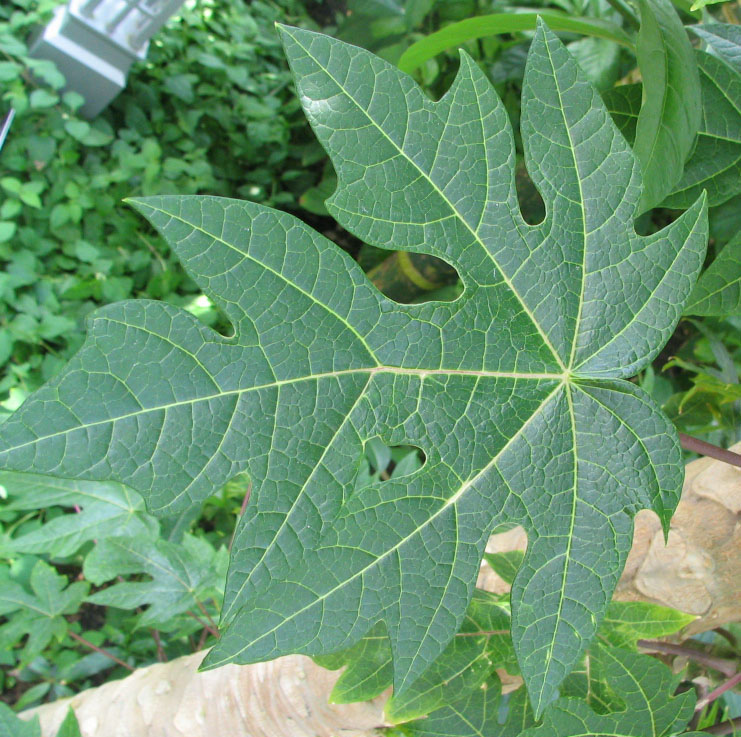
Feuille.
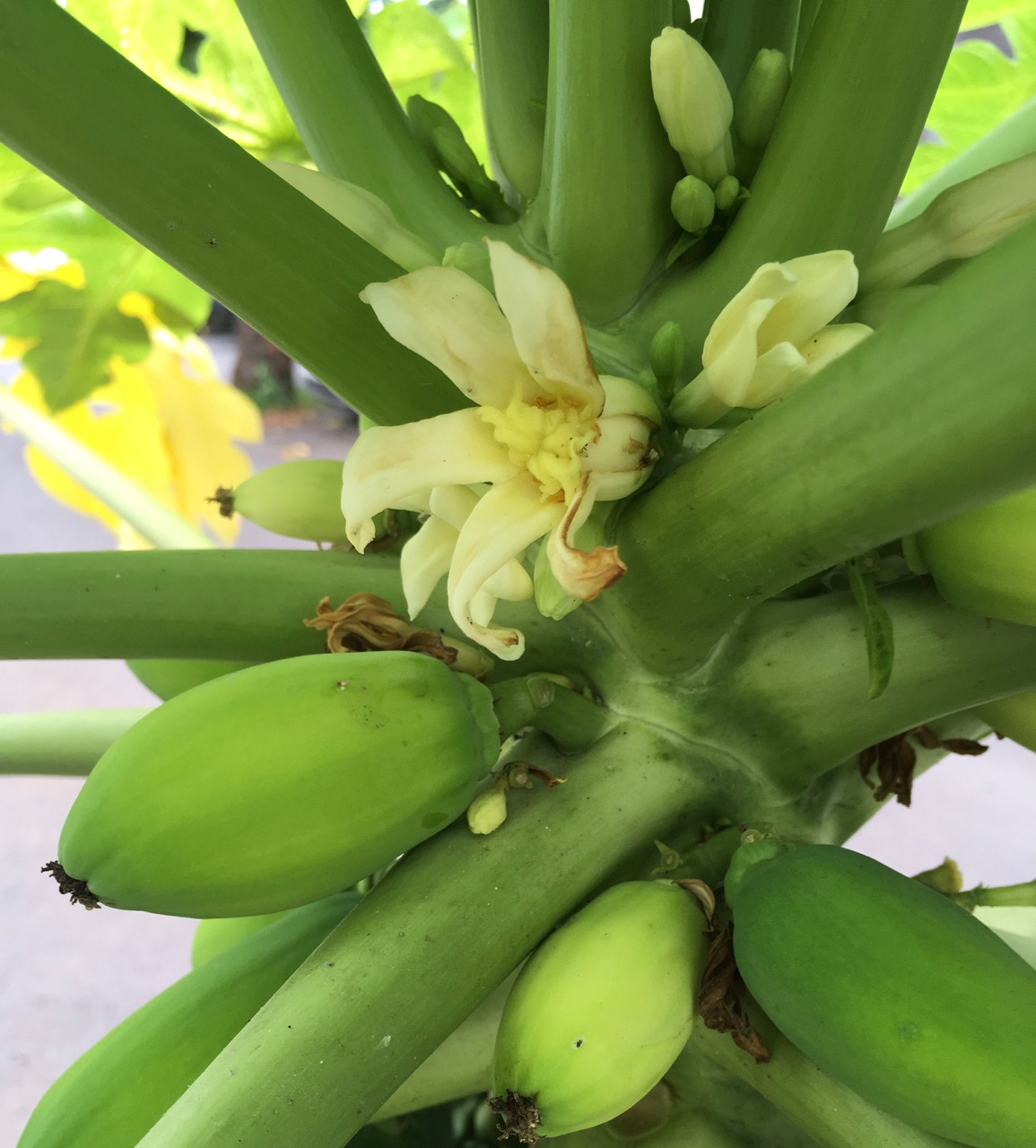
Fleur de papayer.
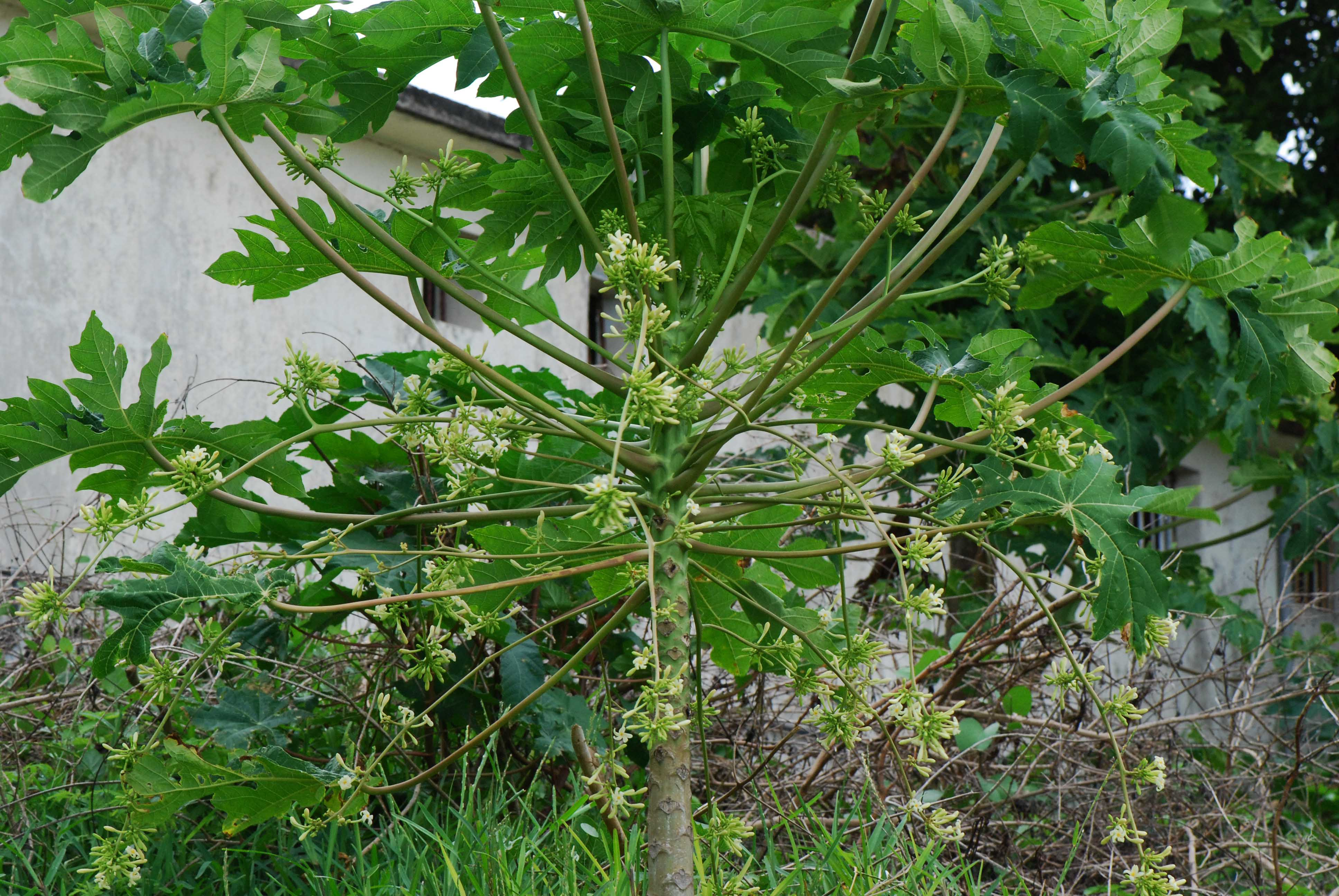
Spécimen mâle, avec les longs panicules retombants, sur l'île Maurice.
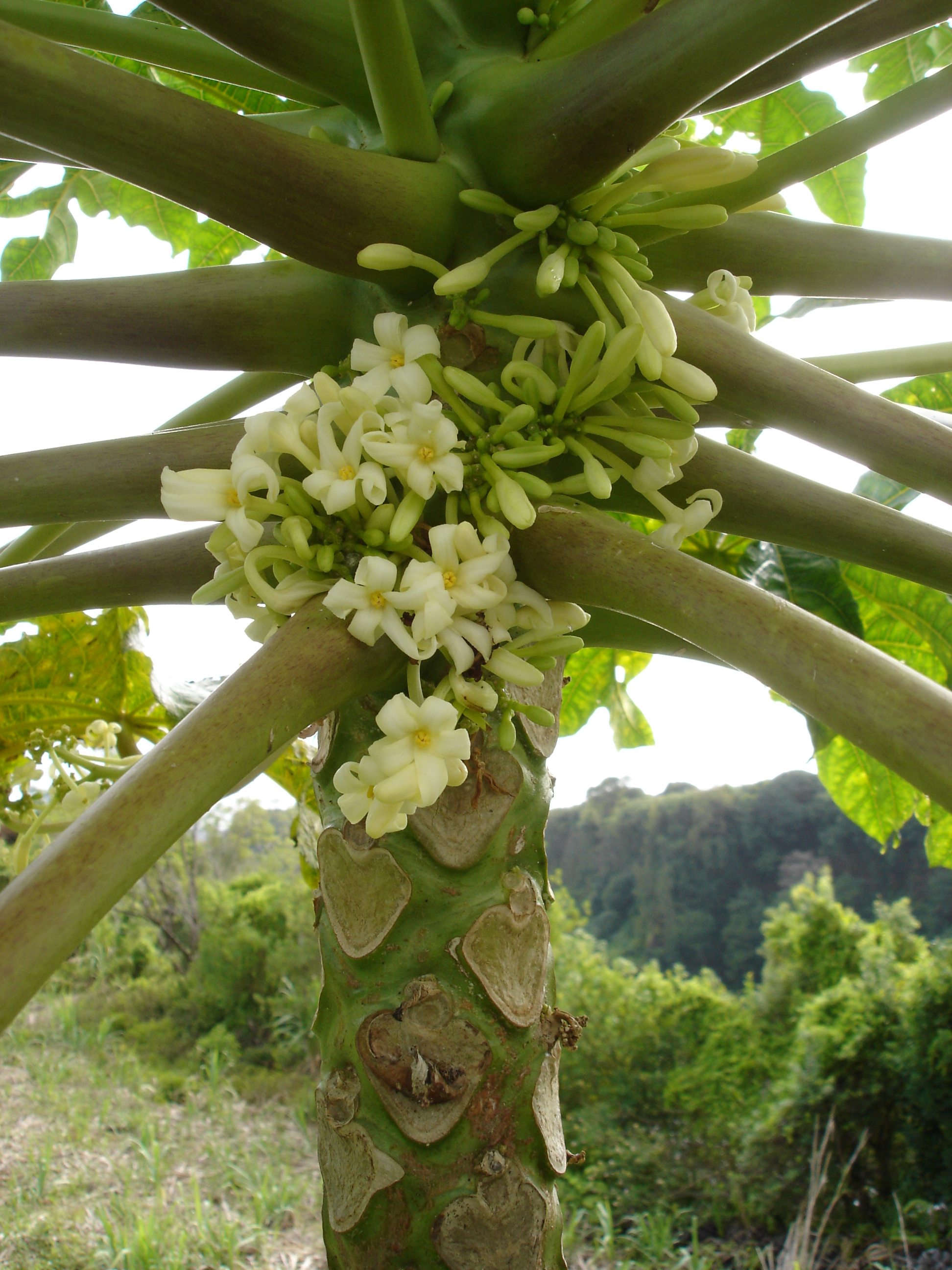
Spécimen mâle dans l'Est de l'île de La Réunion.
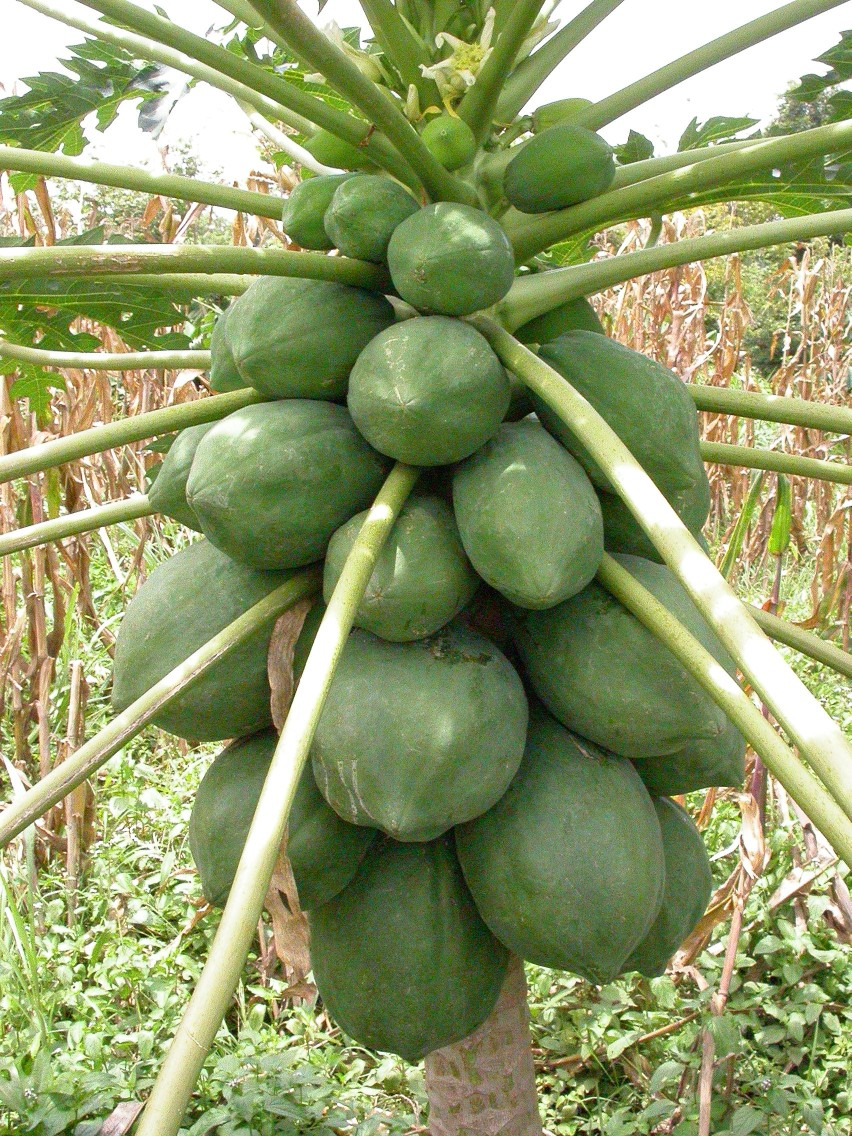
Spécimen femelle du Burkina Faso.
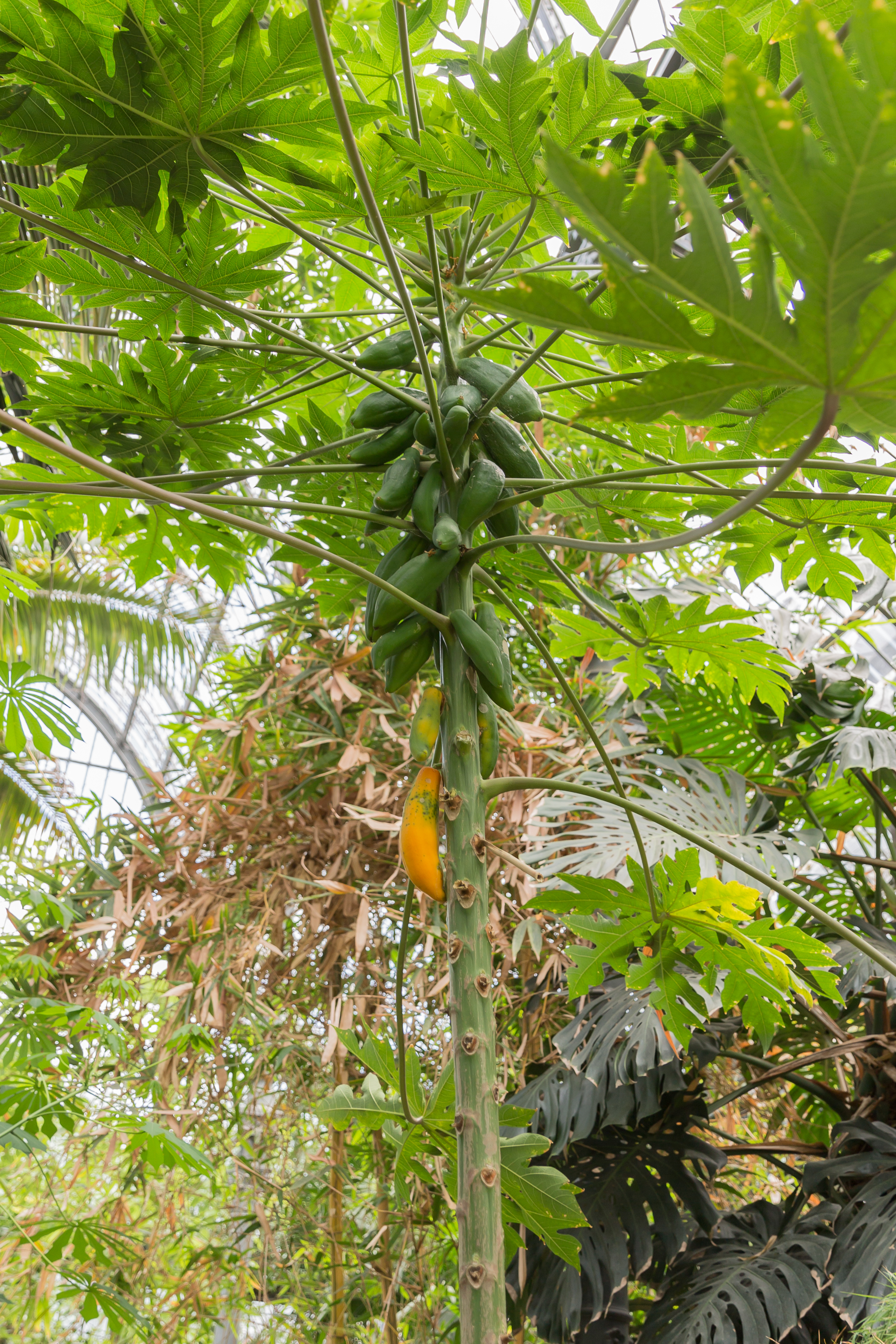
Papayer avec des fruits au jardin botanique de Lyon.